# Miasteczko Studenckie AGH

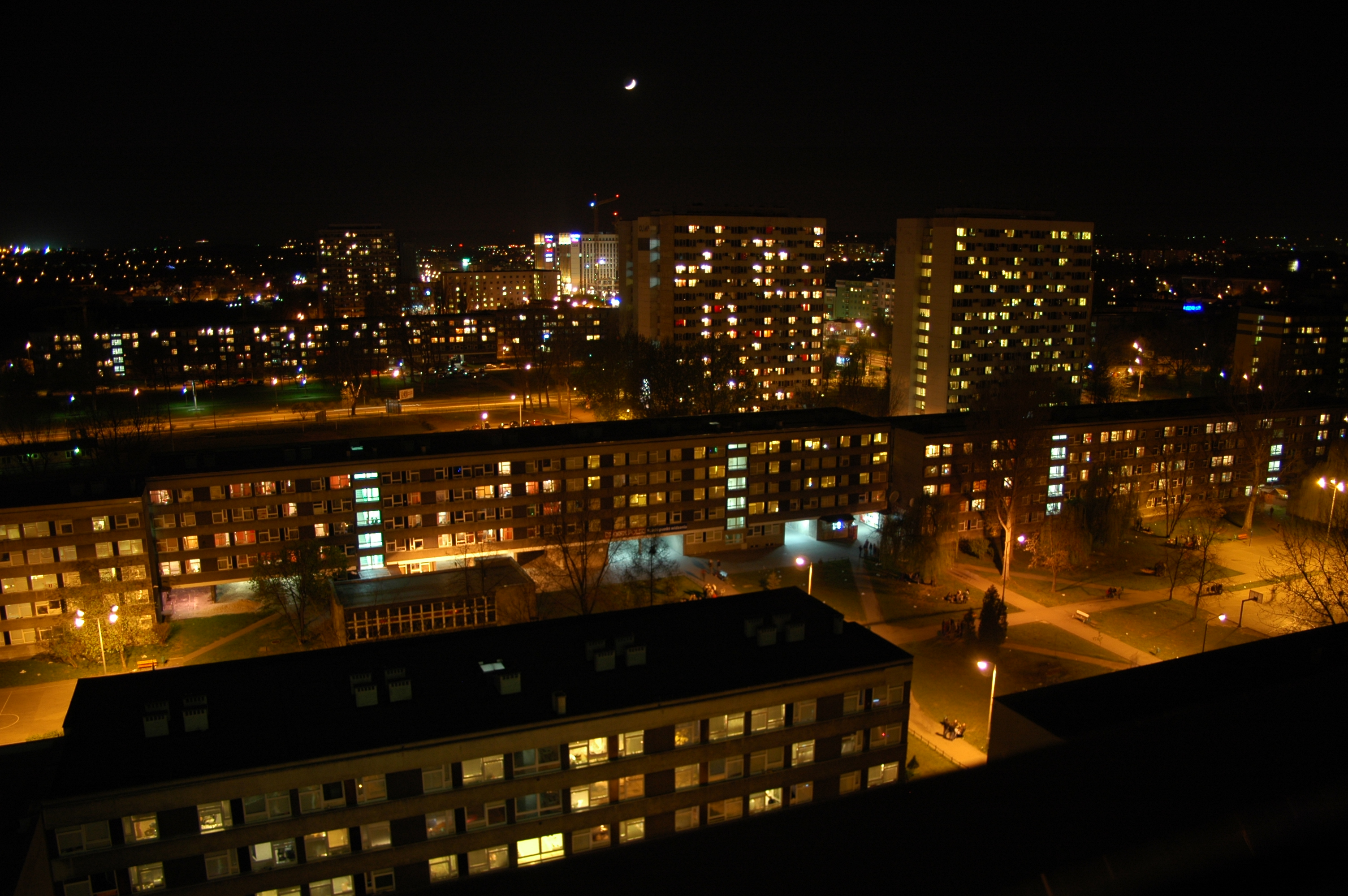
Miasteczko Studenckie AGH – widok w nocy

Miasteczko Studenckie AGH (daw. Miasteczko Studenckie im. XX-lecia PRL) – miasteczko uniwersyteckie w Krakowie, w Dzielnicy V Krowodrza.
Prawie w całości usytuowane pomiędzy ulicami: Reymonta, Tokarskiego, Nawojki i Miechowską. Generalnym projektantem był Tomasz Mańkowski.

## Wiadomości ogólne
Studencki kampus rozmieszczony jest na powierzchni 16 ha przy Akademii Górniczo-Hutniczej (AGH). W latach 1964–1979 zbudowano tu 21 obiektów przeznaczonych dla żaków oraz młodych pracowników nauki. Pierwsze domy studenckie przekazano 5 października 1965 (zamieszkało w nich 1000 studentów), a pierwszą stołówkę w 1970. (Stołówkę nr 36 wyburzono w maju 2023). Kampus AGH dysponuje ponad 8000 miejsc zamieszkania dla studentów, w tym 7000 miejsc dla AGH, a pozostałe są dla studentów Uniwersytetu Jagiellońskiego, Uniwersytetu Pedagogicznego, Uniwersytetu Ekonomicznego, Uniwersytetu Rolniczego, Uniwersytetu Papieskiego i innych krakowskich wyższych uczelni.
Domy studenckie mają dostęp do internetu oraz sieci lokalnej obejmującej miasteczko studenckie. W każdym pokoju (2 lub 3 osobowym) znajduje się telefon stacjonarny.
W okresie wakacji pełni rolę letniego centrum hotelowego, oferując 4000 miejsc noclegowych.

## Obiekty w Miasteczku
Na terenie Miasteczka Studenckiego oprócz akademików znajdują się:
- kluby studenckie – największy taneczny klub „Studio” w budynku byłej Stołówki nr 38 (dawniej „38”, „Prymus”), oraz „Filutek”, „Zaścianek” i „Gwarek”
- Siedziba Centrum Mediów AGH, w tym BIS AGH, RADIO1.7, MINE AGH, KSAF[7]
- Oddział Poczty Polskiej w akademiku UJ Piast
- Paczkomat InPost[8]
- Dwa boiska do koszykówki i siatkówki
- Trzy asfaltowe korty tenisowe
- Boisko piłkarskie ze sztuczną murawą i oświetleniem
- Kilka sklepów spożywczych, komputerowych i innych punktów usługowych i gastronomicznych
- Klub bilardowy
- Basen
- Kręgielnia.

## Akademiki (Domy Studenckie)

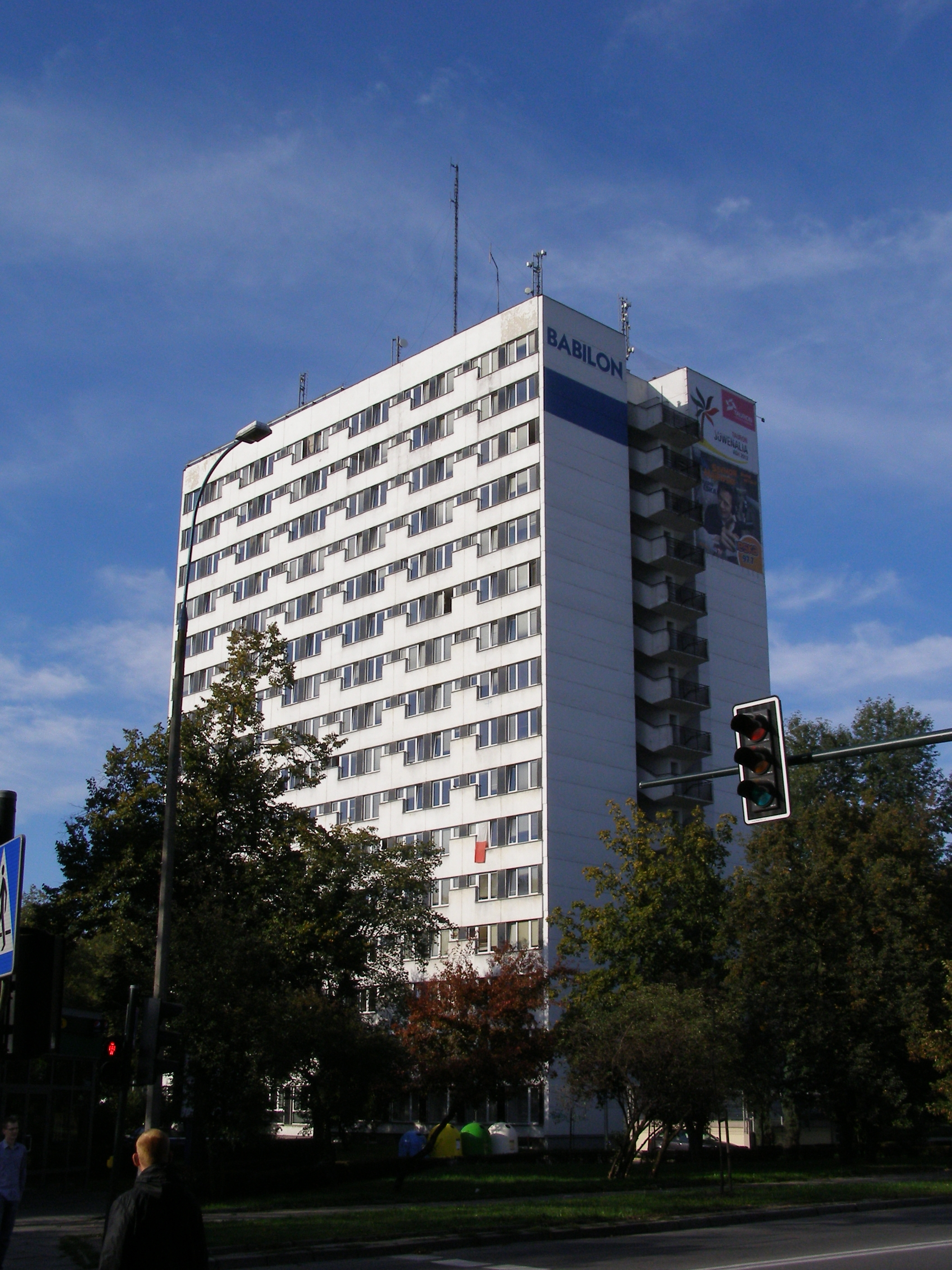
Dom Studencki nr 2 „BABILON”

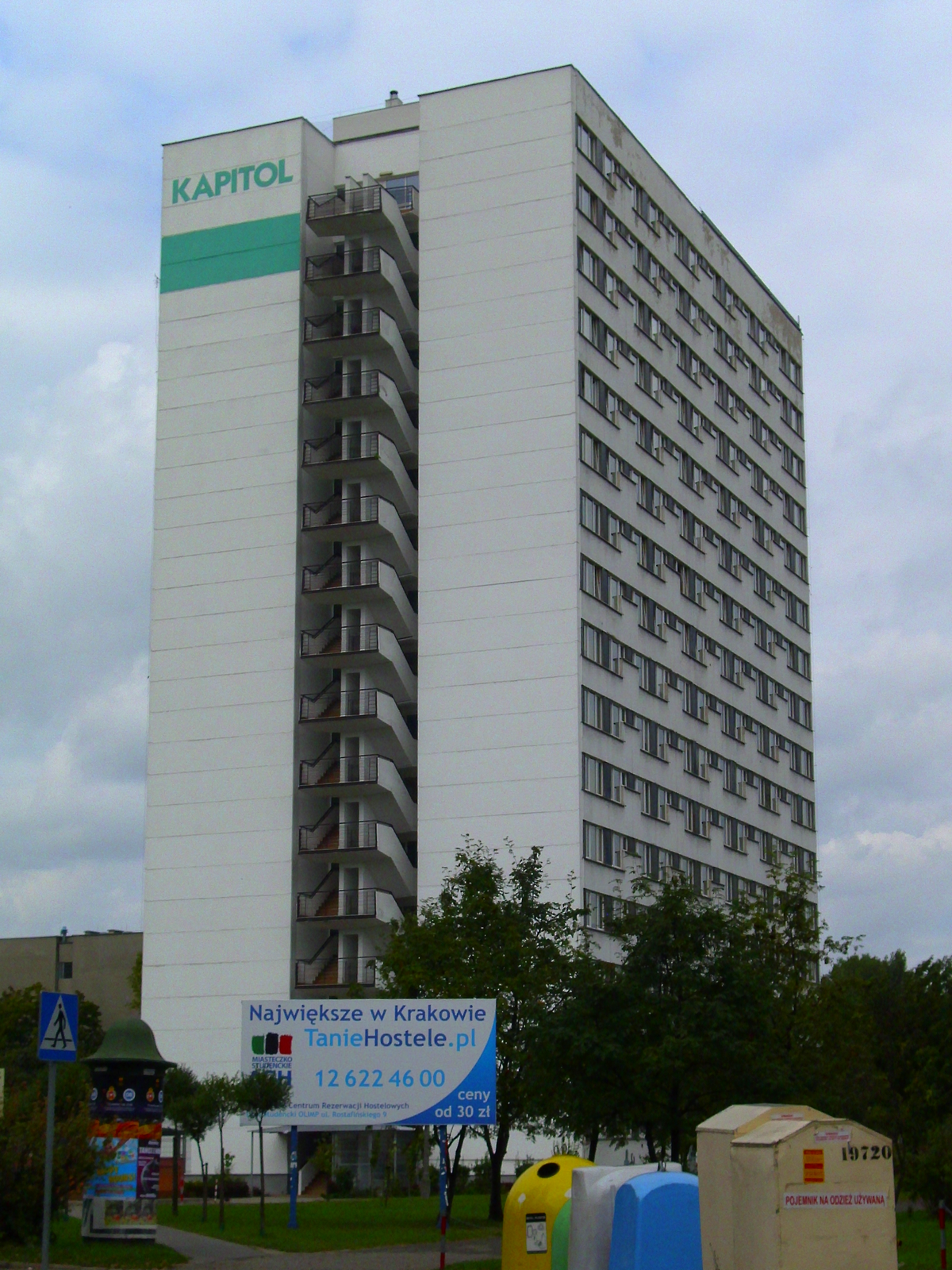
Dom Studencki nr 14 „KAPITOL”

Do dyspozycji studentów w miasteczku znajduje się 20 różnego typu domów studenckich. Największe z nich to „Olimp”, „Babilon”, „Akropol” i „Kapitol” (15-piętrowe bloki z 720-900 miejscami każdy), pozostałe to w większości ciągi połączonych ze sobą 5-kondygnacyjnych budynków tzw. „jamników”. Pełna lista znajduje się poniżej:
- Dom Studencki nr 1 „OLIMP” ul. Rostafińskiego 9 (55 metrów wysokości, 16 kondygnacji)
- Dom Studencki nr 2 „BABILON” ul. Rostafińskiego 11 (55 metrów wysokości, 16 kondygnacji)
- Dom Studencki nr 3 „AKROPOL” ul. Tokarskiego 1 (55 metrów wysokości, 16 kondygnacji)
- Dom Studencki nr 4 „FILUTEK” ul. Rostafińskiego 10
- Dom Studencki nr 5 „STRUMYK” ul. Rostafińskiego 8
- Dom Studencki nr 6 „BRATEK” ul. Rostafińskiego 6
- Dom Studencki nr 7 „ZAŚCIANEK” ul. Rostafińskiego 4
- Dom Studencki nr 8 „STOKROTKA” ul. Rostafińskiego 2
- Dom Studencki nr 9 „OMEGA” ul. Budryka 9
- Dom Studencki nr 10 „HAJDUCZEK” ul. Budryka 7
- Dom Studencki nr 11 „BONUS” ul. Budryka 5
- Dom Studencki nr 12 „PROMYK” ul. Budryka 3
- Dom Studencki nr 13 „Straszny dwór” ul. Budryka 1
- Dom Studencki nr 14 „KAPITOL” ul. Budryka 2 (55 metrów wysokości, 16 kondygnacji)
- Dom Studencki nr 15 „MARATON” ul. Tokarskiego 10
- Dom Studencki nr 16 „ITAKA” ul. Tokarskiego 8
- Dom Studencki nr 17 „ARKADIA” ul. Tokarskiego 6
- Dom Studencki nr 18 „ODYSEJA” ul. Tokarskiego 4
- Dom Studencki nr 19 „APOLLO” ul. Tokarskiego 2
- I Dom Studencki „ALFA” ul. Reymonta 17

## Duszpasterstwo
W pobliskim katolickim kościele pw. Najświętszej Maryi Panny z Lourdes – funkcjonuje Duszpasterstwo Akademickie „Na Miasteczku”.